# Puerto Blest

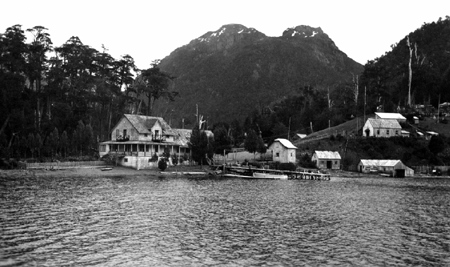
Vista de Puerto Blest hacia 1920.

Puerto Blest es un pequeño puerto ubicado sobre el lago Nahuel Huapi, en el extremo del Brazo Blest, en la Provincia de Río Negro, Argentina. El puerto se encuentra sobre la desembocadura del río Frías en el lago Nahuel Huapi, dentro del parque nacional Nahuel Huapi, a 808 m s. n. m., y forma parte de un paseo turístico que une la ciudad de Bariloche con el lago Frías y la cascada los Cántaros. 
En proximidades del embarcadero hay una hostería en la que se puede pernoctar, y disfrutar de actividades en la zona. Se destaca el centro de interpretación de la fauna y flora de Parques nacionales, y varios senderos que permiten recorrer la zona. Es posible acceder por una senda desde puerto Blest, rodeando la bahía, hasta el embarcadero de puerto Cántaros, que se encuentra justo enfrente de puerto Blest.
Para llegar a puerto Blest desde Bariloche se debe tomar una embarcación en puerto Pañuelo, en la península Llao Llao, y navegar los 18 km del brazo Blest del lago Nahuel Huapi. A la entrada al brazo Blest se encuentran los cerros Capilla y Millaqueo, y la Isla Centinela, que aloja la tumba de Francisco Pascasio Moreno.  Avanzando por el brazo se encuentran las islas Mellizas; en dicha zona se ha medido el punto más profundo del lago Nahuel Huapi, registrándose una profundidad de 454 metros.

## Toponimia
El hoy denominado Puerto Blest fue bautizado por Francisco Menéndez como "puerto de la Esperanza". Este nombre se relacionaba con el nombre que el práctico José A. Olavarría le asignó al cerro que está situado a la espalda del mismo puerto.
Ignorando la designación dada por Menéndez, en febrero de 1856 el explorador chileno Francisco Fonck bautizó el puerto con su nombre actual. Con el mismo honraba al Dr. Juan Blest, intendente de Llanquihue, amigo e impulsor del viaje de Fonck al Nahuel Huapi. Al respecto, Fonck escribe en su diario:

El puerto de la laguna de Nahuel Huapi lo hemos llamado Puerto Blest, en honor del señor Gobernador don Juan Blest, a quien, por el celo particular con que fomentó la expedición, se deben los buenos resultados de ella...

## Historia
El establecimiento y desarrollo inicial de Puerto Blest se encuentra asociado al transporte de productos, mercancías y personas entre Argentina y Chile por el Paso Pérez Rosales. 
El cruce de la cordillera a través del paso Pérez Rosales era, en la época en que los caminos para cruzar la cordillera eran meras huellas intransitables, la única opción razonable para el comercio entre ambos lados de la cordillera.
El trayecto comenzaba en Bariloche, embarcándose en el vapor “El Cóndor”, el cual navegaba hasta Puerto Blest. Desde allí se continuaba a caballo hasta el lago Frías, para cruzar el lago a bordo de una pequeña embarcación y proseguir luego hacia el paso que permitía atravesar la cordillera y llegar a Chile. En Chile la ruta continuaba en barco por el lago Todos los Santos. El próximo tramo del viaje comprendía navegar el lago Todos los Santos hasta llegar a Petrohué, continuando por tierra hasta Ensenada. Allí nuevamente se embarcaba para navegar cruzando el lago Llanquihue hasta Puerto Varas.
A comienzos del siglo XX esta ruta era la preferida para llegar a Bariloche desde Buenos Aires. Esta involucraba un periplo desde Buenos Aires a Santiago de Chile, cruzando por Mendoza hasta Puerto Varas en ferrocarril, para continuar con el cruce previamente descripto, en un trayecto que en total requería de unos 8 días.

## Flora

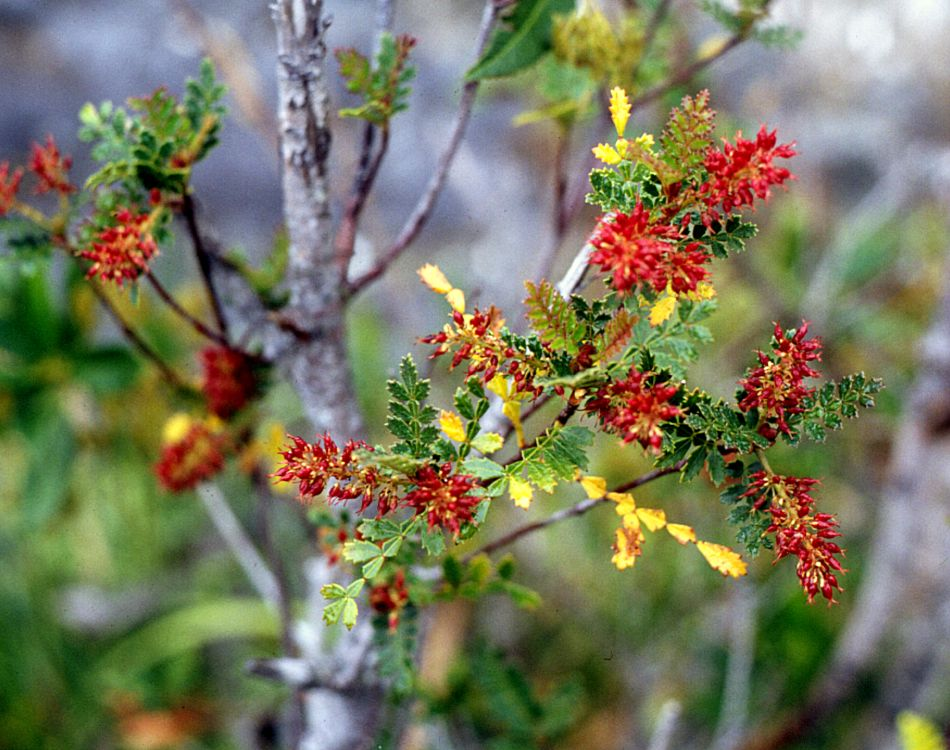
Tineo.

Este es uno de los sitios con mayor precipitación de la Argentina, con unos 4000 mm anuales, lo que permite el desarrollo de un ecosistema de carácter selvático en una zona fría: la selva valdiviana.
Debido a la intensidad de las precipitaciones, es dable observar: coihue, lahuán, maniú hembra, palo santo, ciprés de las guaitecas, hua huam, maniú macho, pahueldín, luma blanca, tineo, fuinque, Myrteola leucomyrtillus, etcétera.

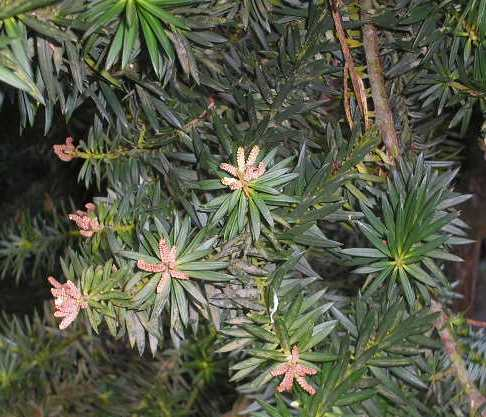
Maniú macho.

La zona se distingue por contar con árboles de gran porte, tales como coihues y lahuanes. El sotobosque por debajo está conformado por lianas, densos cañaverales de cañas colihue y enredaderas. Esta atmósfera húmeda favorece también el crecimiento de helechos, musgos y hongos.
El alerce o lahuán se distingue por ser una especie sumamente longeva; al respecto, en proximidades de puerto Blest existe un ejemplar que tendría unos 450 años de edad al que se lo llama "el abuelo" y tiene unos 2 m de diámetro. Se estima que hay grupos de alerces más ancianos que podrían alcanzar unos 2000 años de edad. En la laguna Los Cántaros existen alerces de hasta 800 años, y uno que se calcula de 1500 años. El lahuán posee una corteza rojiza y sus hojas son muy pequeñas, alcanzando una altura de hasta 40 metros.

## Fauna
Junto con la flora, también hace notables ingresiones la fauna valdiviana chilena, destacándose varias especies que es posible encontrar en la Argentina únicamente en esta localidad, como ser varios tipos de anfibios, y la curiosa comadrejita trompuda.